# 東京市会
東京市会（とうきょうしかい）は、1889年5月から1943年6月まで東京市に設置されていた日本の地方議会。

## 沿革
1889年（明治22年）5月1日に市制・町村制の施行に基づいて東京15区を市域とする東京市が設置された。東京市は市制特例によって京都市・大阪市と共にいわゆる「三都」として一般の市よりも上位に位置付けられ、東京府知事が東京市長を兼務すると共に従来の区も東京市長の指揮下でそれぞれ単独の区長（官選制）・区会を持つ変則的な自治体制が敷かれた。しかし、東京・大阪両市有志同盟が特例撤廃を働き掛けた結果、1898年（明治31年）10月1日に東京市は一般市となり、東京市長（官選制）と府知事の役職分離・東京市役所（庁舎は麹町区有楽町の東京府庁と共用）の設置が実現した。
1943年（昭和18年）7月1日の東京都制施行により東京府と東京市が廃止されて新たに東京都が設置されたため、東京市会も54年の歴史に幕を閉じて東京府会とともに東京都議会へその機能が受け継がれた。

## 名称について
名称は「東京市議会」でなく「東京市会」が正式名称である。東京市と共に戦前の六大都市であり、かつ現存する横浜市・名古屋市・京都市・大阪市・神戸市の5市に設置されている市議会は全て、現在も「市会」を称している。なお、札幌市や福岡市を始めかつての六大都市以外で戦後に政令指定都市となった市については「市議会」が正式名称である。

## 定員
当初は60人が最大限の定数であったが、1911年（明治44年）の市制改正により、有権者の増加に合わせて定員を増やすことが可能になった。東京市人口の増加と参政権資格の拡大に伴い、有権者も増えてきたため、定数も少しずつ増えていった。関東大震災の影響で、一時定数減になった時期もあったが、1932年（昭和7年）の市域拡大により一気に144人になった。都制施行直前には180人となった。

## 主な東京市会議員在職経験者
- 浅沼稲次郎
- 安部磯雄
- 有馬秀雄
- 飯田高央
- 石井絹治郎
- 石原永明
- 石山賢吉
- 伊藤痴遊
- 牛塚虎太郎
- 大岡育造
- 大野伴睦

- 小沢佐重喜
- 加藤勘十
- 菊池寛
- 菊池山哉
- 菊池民一
- 笠井庄兵衞
- 木村荘平
- 楠本正隆
- 桑原信助
- 肥塚龍
- 堺利彦

- 島村一郎
- 末吉忠晴
- 鈴木茂三郎
- 須藤時一郎
- 棚橋一郎
- 津村重舎
- 角田竹冷
- 利光鶴松
- 富田直之
- 豊川良平
- 中岡弥高

- 中沢彦吉
- 中島又五郎
- 中西敏二
- 中野四郎
- 中野武営
- 中村梅吉
- 中村高一
- 鳩山一郎
- 鳩山和夫
- 花村四郎
- 広川弘禅

- 本多市郎
- 松島剛
- 松永東
- 三上英雄
- 三木武吉
- 山田屋権兵衛
- 芳野世経